# جيروم فيديريكو
جيروم فيديريكو (بالإنجليزية: Jerome Federico)‏ هو لاعب كرة قدم بريطاني، ولد في 14 مايو 1992 في واتفورد في المملكة المتحدة. لعب مع نادي نورثوود لكرة القدم وويكمب وندررز ونادي وكينغ ونادي ويلدستون لكرة القدم.

## وصلات خارجية
- جيروم فيديريكو على موقع قاعدة بيانات كرة القدم.إي يو (الإنجليزية)
- جيروم فيديريكو على موقع Soccerbase.com (لاعب) (الإنجليزية)